# Мала Основа
Мала Основа — невелика історична місцевість у Новобаварському районі міста Харків.

## Історія

Мала Основа на мапі 1895 року

Місцевість сформувалась  в останній третині 19 століття через будівництво залізничної станції Новоселівка. У 1910-х роках на Малій Основі існувала платформа Основа на лінії Харків-Пасажирський — Харків-Товарний. Наприкінці 19 — на початку 20 століття окремо існувала від місцевості Новоселівки.

Мала Основа на мапі 1914 року

Після Першої світової війни з входженням Новоселівки та Малої Основи до меж міста топонім Мала Основа витісняється ширшим та загальним Новоселівка. Так, на карті Харкова 1938 року та сучасних картах його не наведено. 
Наразі не використовується.

## Межі
Історичні межі Малої Основи пролягали від Карпівського саду на півночі до залізничної розв'язки південніше платформи Новоселівка на півдні, і від залізничної лінії на сході до сучасної Семінарської вулиці на заході.

## Вулиці
- Старомалооснов'янська вулиця.